# Paradesisa
Paradesisa is een kevergeslacht uit de familie van de boktorren (Cerambycidae). De wetenschappelijke naam van het geslacht werd voor het eerst geldig gepubliceerd in 1938 door Breuning.

## Soorten
Paradesisa omvat de volgende soorten:
- Paradesisa borneensis Breuning, 1938
- Paradesisa mindanaonis Breuning, 1980